# Јела Баћовић
Јела Баћовић (Никшић, 25. мај 1958) српска је правница и дипломата. Тренутна је амбасадорка Србије у Аргентини.

## Биографија
Дипломирала је на Правном факултету у Београду  1981. године, а потом је положила и судско-адвокатски испит. Исте године је постала адвокатски приправник.
Након приправничког стажа се придружила дипломатској служби 1986. Каријеру је започела у Секретаријату за спољне послове СФР Југославије као саветник Одељења за билатералне економске односе са Уједињеним Краљевством и скандинавским земљама. После три године је прешла у Министарство за спољну трговину СФРЈ, где је радила као виши саветник Одељења за билатералне економске односе с Републиком Италијом, Краљевином Шпанијом и Португалском Републиком. Године 2002. радила је у Министарству за међународне економске односе СР Југославије као начелник Одељења за међународну економску сарадњу и регионалне организације. Док је обављала ту функцију, постала је стални члан Радне групе за либерализацију трговине југоисточне Европе. Од 2002. до 2005. била је копредседавајући Иницијативе за социјалну кохезију Пакта за стабилност југоисточне Европе. У том својству је била и координатор Другог радног стола Пакта за стабилност југоисточне Европе.
Године 2004. именована је за директора Канцеларије Србије и Црне Горе за придруживање Европској унији и на тој функцији је била до распада заједничке државе, 2006. године. Те године је постала вршилац дужности генералног директора Генералне дирекције за ЕУ у Министарству спољних послова Србије у рангу амбасадора. У октобру 2007. постављена је за амбасадорку у Шпанији. Тада је била и нерезиденцијални амбасадор у Кнежевини Андори. Амбасадор у Мадриду је била до септембра 2012. године. Дана 1. маја 2013. постала је заменик помоћника за Европску унију министра спољних послова Републике Србије.
Године 2015. постављена је за амбасадора у Аргентини. Осим у Аргентини, Баћовићева је и нерезиденцијални амбасадор Србије у Уругвају, Андској заједници и Латиноамеричком удружењу за интеграцију. Члан је Удружења правника Србије. Објавила је многе чланке и студије из области међународних односа и трговинске политике у стручним публикацијама и часописима.

## Приватни живот
Удата је и има једно дете. Осим српског, течно говори енглески и шпански, а служи се и руским језиком.